# Анна і Командор
«Анна і Командор» (рос. «Анна и Командор») — радянський художній фільм режисера Євгена Хрінюка. Знятий на студії ім. О. Довженка в 1974 році.
Фільм вийшов в прокат в УРСР у 1975 році з українським дубляжем від Кіностудії Довженка. Станом на 2020 український дубляж фільму досі не знайдено та не відновлено.

## Сюжет
Вирішивши написати сценарій про відомого вченого, який загинув під час випробувань, драматург знайомиться з його дружиною і робить для себе ще одне відкриття — не менш важливе і цікаве. І в кінцевому підсумку присвячує сценарій подружній парі.

## У ролях
- Аліса Фрейндліх — Анна, дружина «Командора»
- Василь Лановий — Олександр Степанович Бондар («Командор»)
- Інокентій Смоктуновський — Вадим Петрович, драматург
- Левон Кукулян — Георгій Агасович Степанян, начальник лабораторії
- Володимир Козел — генерал Костянтин Георгійович Марков
- Олексій Чернов — Никифор
- Володимир Волков — полковник ВПС
- В епізодах:
  - Сергій Карнович-Валуа — професор
  - Віктор Поліщук — односельчанин Никифора
  - Альона Ввхітова — Ірочка
  - Неоніла Гнеповська — лікар
  - Віктор Маляревич — Віктор, референт Бондаря
  - Петро Філоненко — товариш по службі Бондаря
  - Оксана Григорович — листоноша (немає в титрах)
  - Маргарита Кавка — співробітниця лабораторії (немає в титрах)
  - Вітольд Янпавліс — співробітник лабораторії (немає в титрах)

## Знімальна група
- Автори сценарію: Іван Менджерицький, Євген Хринюк
- Режисер-постановник: Євген Хринюк
- Оператор-постановник: Микола Кульчицький
- Художник-постановник: Анатолій Добролежа
- Композитор та диригент інструментального ансамблю: Борис Буєвський
- Звукооператор: Софія Сергієнко
- Режисер: Вітольд Янпавліс
- Оператор: М. Бердичевський
- Художник по костюмах: Л. Коротенко
- Художник-декоратор: Віталій Волинський
- Художник-гример: Олена Парфенюк
- Режисер монтажу: Нехама Ратманська
- Редактор: Емілія Косничук
- Майстер по костюмах: Зінаїда Зороховська
- Директор картини: Леонід Корецький